# 8 (álbum de Incubus)
8 é o oitavo álbum de estúdio da banda americana de rock Incubus. O álbum foi lançado em 21 de abril de 2017 pela Island Records. Seu nome advém dele ser o oitavo álbum da banda. O lançamento de 8 em 2017 fez com que este fosse o maior intervalo entre dois álbuns da banda —o álbum anterior, If Not Now, When?, foi lançado em 2011. O álbum foi produzido por Dave Sardy e mais tarde re-produzido e mixado por Skrillex, um amigo próximo da banda. O primeiro single do álbum, "Nimble Bastard", alcançou a posição # 5 na Billboard Mainstream Rock em abril de 2017.

## Lista de faixas
Todas as faixas escritas e compostas por Incubus. 
| N.º            | Título                                | Duração |  |
| 1.             | "No Fun"                              | 3.21    |  |
| 2.             | "Nimble Bastard"                      | 3:39    |  |
| 3.             | "State of the Art"                    | 3:46    |  |
| 4.             | "Glitterbomb"                         | 4:45    |  |
| 5.             | "Undefeated"                          | 3:56    |  |
| 6.             | "Loneliest"                           | 3:37    |  |
| 7.             | "When I Became a Man"                 | 0:56    |  |
| 8.             | "Familiar Faces"                      | 3:26    |  |
| 9.             | "Love in a Time of Surveillance"      | 4:55    |  |
| 10.            | "Make No Sound in the Digital Forest" | 3:23    |  |
| 11.            | "Throw Out the Map"                   | 4:28    |  |
| Duração total: | Duração total:                        | 40:12   |  |

| Faixa bônus da versão japonesa |                             |         |  |
| N.º                            | Título                      | Duração |  |
| 12.                            | "Nimble Bastard" (acoustic) | 4:46    |  |
| Duração total:                 | Duração total:              | 44:58   |  |

## Pessoal
Conforme listado no encarte do álbum:

### Incubus
- Brandon Boyd – vocais, guitarra, melodias, instrumentos de percussão, produção adicional (faixas 1, 3, 6–8, 10), direção de arte
- Michael Einziger – guitarra, piano, vocais de apoio, orquestração de corda e arranjos, regência, produção adicional (faixas 1, 3, 6–8, 10), engenharia adicional
- Jose Pasillas II – bateria
- Chris Kilmore – piano, teclados, mellotron, órgão, fonógrafos, turntables
- Ben Kenney – guitarra-baixo, vocal de apoio

### Gravação
- Dave Sardy  – produção
- Skrillex  – co-produção (faixas 1, 3, 5, 7), produção adicional (11), mixagem (1–6, 8–9, 11)
- James Monti – engenheiro
- Cameron Barton – engenheiro assistente
- Matt Tuggle – 2.º engenheiro
- Bryan Dimaio – 3.º engenheiro
- Gabe Sackier – engenharia adicional
- Todd Hurtt – engenharia adicional

### Capa do álbum
- Brantley Gutierrez – direção de arte, fotografia da banda
- Alberto Erazo – design

## Histórico de lançamento
| Região  | Data                | Formato(s)                      | Rótulo         | Ref.  |
| ------- | ------------------- | ------------------------------- | -------------- | ----- |
| Mundial | 21 de abril de 2017 | Download digital, streaming, CD | Island Records | [ 6 ] |